# Maajabu Gospel
Maajabu Gospel, est un label discographique de musique Gospel, basé à Kinshasa, en Republique Démocratique du Congo.

## Historique
Maajabu Gospel est l'une de société de Maajabu Holding dont le propriétaire est Roy Bondo, directeur administratif et financier chez Randgold Resources et pasteur à l'Eglise Intercommunautaire Prince de Paix à Kinshasa en Republique Democratique du Congo. Elle inaugure ses activités en RDC le 19 septembre 2020 au Pullman Fleuve Congo Hôtel de Kinshasa avec la participation d'artistes comme Sandra Mbuyi, Mike Kalambay, Déborah Lukalu, Fiston Mbuyi et Rosny Kayiba.

## Organisation
Mike Kalambay, Sandra Mbuyi, Deborah Lukalu ainsi que Rosny Kayiba sont les quatre célèbres musiciens chrétiens évangélistes dont les visages sont associés au label de production musicale, Maajabu Gospel. Ils jouent le rôle des ambassadeurs dont leurs missions est d'apporter son expertise dans le coaching des jeunes talents tant sur l’aspect artistique que morale et de participer en tant que juge lors des auditions pour la sélection des candidats au concours de Maajabu Gospel.

## Prix
Maajabu Gospel a remporté le trophée de «Best Music Producer» lors de la 10ème édition des «African Muzik Magazine Awards» AFRIMMA 2023 qui s'est tenu le dimanche 17 septembre 2023 au Meyerson Symphony Center de la ville de Dallas dans l’État du Texas, aux États-Unis. A ce titre, il  s’affirme comme un tremplin incontournable pour les jeunes voix gospel sur le continent.

## Évènements
Dans le souci d'atteindre leur mission, Maajabu Gospel a lancé deux concours pour dénicher les jeunes talents chrétiens afin de leur permettre de réaliser leur rêve.
Maajabu Talent et Maajabu Rafiki sont deux produits de Maajabu Gospel pour concourir le jeune talent chrétien dont l'âge varie entre 8 à 17 ans pour la version Rafiki, et 18 à 30 ans pour la version Talent.
Ces sont des véritables programmes de développement des artistes chrétiens : les équiper à tous les niveaux (technique, spirituel, intellectuel, développement personnel et financier).

### Principes
Maajabu Talent
Les participants devront :
- Avoir entre 18 et 30 ans.
- Résider en RDC ou être Congolais de la diaspora.
- Enregistrer une vidéo d’une minute en interprétant un titre de l’un des ambassadeurs de Maajabu Gospel, à savoir Mike Kalambay, Rosny Kayiba, Sandra Mbuyi, Déborah Lukalu[5].

Maajabu Rafiki
Les participants devront :

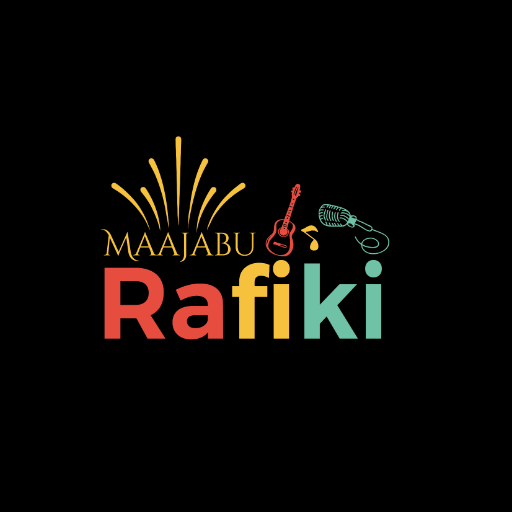

- Être jeunes talents âgés entre 8 et 17 ans et résidant dans la ville de Kinshasa, en RD Congo.
- Télécharger l’application « Maajabu Talent Rafiki »
- S’enregistrer comme candidat ou tuteur du candidat
- Faire une vidéo de 59 secondes[2]

### Saisons
2021, première saison de Maajabu Talent. Les gagnants dans cette saison sont :
- Alain Paluku (Grand Kivu) 1er
- Ruth Kimongoli (Kisangani) 2e
- Emmanuel Matondo (Kinshasa) 3e
- Manassé Sinda (Kinshasa) 4e

2023, première saison de Maajabu Rafiki. Le gagnant dans cette saison est :
- Enjoy’el Mbuluku, âgé de 13 ans

Après « Majaabu talents » et « Majaabu Rafiki » en RDC, la prochaine édition se déroulera à Paris, en France (paroles de madame Miriam Bondo, la femme de Roy Bondo).
une nouvelle saison, qui est la deuxième, s'annonce pour Maajabu Talent dont la réception de candidatures a déjà commencé en Europe. En raison du nombre élevé de candidatures, la direction de maajabu est obligée de prolonger la date limite de dépôt de candidatures. Cela montre à suffisance la visibilité croissante de Maajabu Gospel à l'échelle mondiale, à travers ses compétitions.